# Harry Boldt
Harry Boldt (Černjachovsk, 23 febbraio 1930) è un cavaliere tedesco.

## Palmarès

### Olimpiadi
- 4 medaglie:
  - 2 ori (Tokyo 1964 nel dressage a squadre[1]; Montréal 1976 nel dressage a squadre[2])
  - 2 argenti (Tokyo 1964 nel dressage individuale[1]; Montréal 1976 nel dressage individuale[2])

### Europei
- 11 medaglie[2]:
  - 5 ori (Copenaghen 1965 nel dressage a squadre; Aachen 1967 nel dressage a squadre; Kiev 1975 nel dressage a squadre; St. Gallen 1977 nel dressage a squadre; Aarhus 1979 nel dressage a squadre)
  - 4 argenti (Copenaghen 1963 nel dressage individuale; Copenaghen 1965 nel dressage individuale; Kiev 1975 nel dressage individuale; St. Gallen 1977 nel dressage individuale)
  - 2 bronzi (Aachen 1967 nel dressage individuale; Aarhus 1979 nel dressage individuale)